# Rajac (Negotin)
Pour les articles homonymes, voir Rajac.
Rajac (en serbe cyrillique : Рајац) est un village de Serbie situé dans la municipalité de Negotin, district de Bor. Au recensement de 2011, il comptait 278 habitants.

## Histoire
Rajac abrite environ 270 celliers (en serbe cyrillique : Рајачке пивнице ; en serbe latin : Rajačke pivnice) qui datent de la fin du XVIIIe siècle ; ils sont inscrits sur la liste des entités spatiales historico-culuturelles d'importance exceptionnelle de la République de Serbie et, en même temps que ceux de Rogljevo et de Štubik, ils ont été présentés pour une inscription au patrimoine mondial de l'UNESCO.

## Démographie

### Évolution historique de la population
| 1948  | 1953  | 1961  | 1971  | 1981 | 1991 | 2002 | 2011 |
| ----- | ----- | ----- | ----- | ---- | ---- | ---- | ---- |
| 1 447 | 1 431 | 1 341 | 1 045 | 776  | 599  | 436  | 278  |

|  |